# Juvenil Andino
El Club Deportivo Cultural Juvenil Andino es un club de fútbol de Arequipa, Perú, del distrito de Cayma, Provincia de Arequipa, Departamento de Arequipa. Fue fundado el 11 de agosto de 1932 y participa en la Copa Perú. Es uno de los clubes más añejos de Arequipa. 

## Historia

### Fundación
Fue fundado el 11 de agosto de 1932, a las 18:00 horas en una esquina de la Plaza Tradicional de La Tomilla. Los fundadores fueron: Rosendo Camargo, Saturnino Paz, Dionicio Cervantes, Benjamín Cervantes, Francisco Cervantes, Francisco Muñoz, Pedro Zeballos, Mariano Muñoz, Venturo Puño, Isidoro Gallegos, Leopoldo Muñoz y Felix Barreda. Inicialmente tuvo el nombre de "Bella Esperanza". 

### Copa Perú
Ha conseguido 28 títulos en el distrito de Cayma, 3 subcampeonatos en la provincia de Arequipa, siendo más resaltante su participación en 1990, quedando subcampeón al caer derrotado ante el Sportivo Huracán ante una falla infantil del arquero Cervantes, en las postrimerías del partido, en ese entonces su Presidente Justo Pastor Vilca Gallegos formó un equipo de caymeños que jugaban al fútbol. Años después el mismo Presidente formó un equipo donde contrató jugadores de élite profesional, quedando también subcampeones, ya que en un cuadrangular, campeonó el Sport Rosario donde destacó la figura de Jorge "Toro" Lazo siendo este año su promoción al FBC Melgar.

### Liga Superior de Arequipa
En 2010 participó de la Liga Superior de Arequipa sin mucho éxito. Al año siguiente, tras la disolución de dicha liga, regresó a participar de la Liga Distrital de Cayma.

### Últimos años
Tiene 24 participaciones en la Etapa Provincial.
En 2012 participó en la etapa provincial de la Copa Perú de Arequipa representando al distrito de Cayma. Inició su participación con un empate de local contra Pierola FC.
En la siguiente fecha le tocó ir a Selva Alegre donde tras ir ganando 1 a 0 al conjunto de FC Barcelona en su casa por 1 a 0, fue retirado del torneo debido a los hechos suscitados en el Complejo Deportivo Alto Selva Alegre donde algunos hinchas del andino agredieron al árbitro. Este mismo árbitro sufrió una agresión por el otrora deportista Jorge "Toro" Lazo.
En 2013 el equipo logró el Campeonato de la Liga Distrital de Cayma.
Debutó en la etapa provincial con una derrota en Cayma ante Saetas de Oro de La Joya, una vez más se trasladó hasta Selva Alegre para enfrentar a Estrella Solitaria al cual venció por la mínima diferencia, después visitó Vitor donde goleó de visita a Deportivo Huracán, sellando la clasificación a la siguiente fase en Cayma donde goleó a CDC Cruzeiro de Mariano Melgar.
En octavos de final el equipo tuvo como rival a Internacional de Arequipa, el cual después de sacar un empate en Cayma y ganar el partido en Arequipa, acabó eliminando al equipo Caymeño.

## Patrocinadores
El apoyo de los patrocinadores es vital para la institución. Diferentes han sido los rubros los que han colaborado y han puesto un granito de arena por mejorar las participaciones del equipo de fútbol en las diferentes competiciones y el apoyo sobre todo a los jóvenes valores que surgen de las divisiones menores.
El año 2013 tuvieron el apoyo importante de unas de las mejores empresas mistianas como es Ladrillera El Diamante, a la cual la actual dirigencia agradeció mucho por su aporte a equipos deportivos siendo y demostrando ser una empresa seria.

## Datos del club
- Fundación: 11 de agosto de 1932
- Temporadas en Primera División: Todas
- Temporadas en Segunda División: Nunca descendió
- Mayor goleada conseguida:
  - En campeonatos nacionales de local: Juvenil Andino 8:1 CDC Cruzeiro (16 de junio de 2013).
  - En campeonatos nacionales de visita:  Sporting Cristal de Chiguata 0:7 Juvenil Andino (7 de junio de 2009)
- Mayor goleada recibida:
  - En campeonatos nacionales de local: Juvenil Andino 1:6 Unión Salaverry (21 de mayo de 2010).
  - En campeonatos nacionales de visita: Sportivo Huracán 3:0 Juvenil Andino (10 de abril de 2010)
- Mejor puesto en la liga: 1.
- Peor puesto en la liga: 7.

## Uniforme
- Uniforme titular: Camiseta granate, pantalón blanco, medias granates.
- Uniforme alternativo: Camiseta blanca, pantalón granate, medias blancas.

## Estadio
En la actualidad, el Estadio Municipal de La Tomilla, se ha convertido en el 3.er. Estadio en importancia de la Ciudad de Arequipa, siendo superado únicamente por el Estadio Arequipa y el Estadio Melgar. Su ubicación es estratégica para toda la zona de la margen derecha del Río Chili que incluye los Distritos de Cayma, Cerro Colorado, Yanahuara, Uchumayo, Sachaca, Tiabaya, Yura, Cono Norte, etc.

## Sede
El club cuenta con su local propio ubicado en la Plaza del Pueblo Tradicional de La Tomilla, distrito de Cayma.

## Presidentes
El club a lo largo de los años, ha contado con varios presidentes, muchos de ellos en épocas de crisis en que el club estaba por quedarse sin nadie a mando. Se recuerda en los años 90 al presidente Pastor Vilca Gallegos, quien logró 2 subcampeonatos provinciales en Arequipa, aparte de realizar buenas campañas.
Cabe resaltar que los dos últimos presidentes, tomaron el cargo entre los 27 y 29 años
- Emerson Concha Gallegos (2009 campeón después de 6 años y Liga Superior de Arequipa 2010)
- Oswaldo Zeballos Vera (2011 - 2012), bicampeón en los dos periodos de la Liga de Cayma.
- Emerson Concha Gallegos, (2013 campeón - subcampeón 2014).

Siendo los más jóvenes reconocidos oficialmente por la FEDEFA a nivel de Departamento de Arequipa, consiguiendo ambos campeonatos de la Liga Distrital de Cayma.
- Gabriel Valdivia Concha, periodos 2022 - 2023
- Gabriel Valdivia Concha, periodos 2024 - 2025

## Jugadores
Entre los jugadores destacados se puede mencionar a: Pedro "Perico" Cervantes, Luis Cervantes, Prudencio Muñoz, Wenceslao Puño, Genaro Gaona Gallegos, Pedro Tarifa, Darío Gallegos Núñez, Heraclio Gaona, Felix Llerena, Angel Gallegos, Saul Huertas, Elias Gaona Gallegos, Segundo Cervantes Torres, Jose Herrera, Eloy Gallegos Nuñez, Lorenzo Gallegos Cardenas, Niceforo Gaona, Salomon Vargas, Edgar Vargas, Leoncio Gaona, Julian Rodríguez, Andres Concha Cervantes, Eduardo Castelo, Huber Concha Cervantes, Benjamin Neyra, Darwin Gallegos Cardenas, Agusto Flores Samanez, Walter Medina, Eleodoro Rodríguez, Ricardo Huanqui, Hugo Cardenas, Gumer Flores Samanez, Mario Chura, Alfredo Holguín (Conejo), Jorge Neyra (Kiss), Efraín Holguín, Henry Tejada, Omar Cardenas, Roberto Zeballos Vera, Gabriel Valdivia Concha, Gilberto Vilca Gallegos, Marvin Arismendi Samanez, Orestes Tejada, Raul Vilca, Gustavo Torres, Juan Carlos Paz, Elvis Tejada, Albert Canales, Junior Bolaños, Amell Tejada, entre otros.

## Palmarés
28 títulos distritales desde su fundación, 3 subcampeonatos provinciales, 1 participación en Liga Superior.

### Torneos regionales
- Liga Distrital de Cayma: 1990, 2002, 2009, 2011, 2012, 2013.

## Campeones Regionales Categoría Sénior
El año 2016 el club logra el Campeonato Provincial de Arequipa al vencer por 2-0 a César Vallejo (Paucarpata) con un tiro libre de Larry Yáñez y un penal de Christian Vildoso.
Posteriormente, en la ciudad de Tacna, se logra el Campeonato Regional del sur del Perú en la categoría sénior donde figuraban jugadores que habían militado en clubes profesionales tal es el caso de: Hector Rojas, Larry Yañez, Christian Vildoso, Danyer Zevallos, Javier Cardenas, Cesar Rueda, Jorge Lopez, Paul Rodriguez, Miguel Reyna, y muchos más.

## Campeones Regionales Categoría Máster
El equipo del Juvenil Andino logró conquistar dos títulos regionales del Sur del Perú y un Subcampeonato Regional consecutivamente 2002, 2003 y 2004, siendo estos 3 años campeones distritales, provinciales y departamentales, logrando solamente en el último año de participación subcampeones regionales, estas finales fueron disputadas consecutivamente frente al Cristo rey de Tacna, logrando los títulos en el estadio Jorge Basadre.